# Tunelul Bømlafjord
Tunelul Bømlafjord (în norvegiană Bømlafjordtunnelen) este un tunel subacvatic sub Bømlafjord, care leagă comuna continentală Sveio de insula Føyno și de acolo peste poduri insulele Stord și Bømlo din provincia Vestland. Face parte din legătura rutieră Trekantssambandet (în română conexiune triunghiulară), circuit inclus în Drumul European E39.

## Detalii constructive
Cu o lungime de 7.888 de metri, este al doilea cel mai lung tunel subacvatic din Norvegia, după tunelul Ryfylke. Cel mai mare gradient sau declivitate este de 8,5%. Cel mai adânc punct este la 262,5 metri sub nivelul mării. Acesta este cel mai de jos punct din întreaga rețea rutieră europeană și al treilea ca adâncime din Norvegia după tunelul Ryfylke și tunelul Eiksund.
Tunelul a fost deschis pe 30 aprilie 2000 și înlocuiește legătura cu feribotul Skjersholmane-Valevåg. În medie, aproximativ 4.000 de vehicule circulă prin tunelul rutier în fiecare zi.
Tunelul Bømlafjord urmează să fie înlocuit cu o altă legătură în viitor. Cu un gradient de 8,5 %, este prea înclinat conform orientărilor UE, ceea ce crește semnificativ și riscul de incendiu.

Au fost deja mai multe incendii de vehicule în tunel.